# Linus Gerdemann
Linus Gerdemann, född 16 september 1982 i Münster, är en tysk professionell tävlingscyklist. Han tävlar för det tyska UCI ProTour-stallet Team Milram sedan säsongen 2009. 
Han blev professionell 2005 med Team CSC, men hade sedan 2003 cyklat med det tyska Division 3-stallet Team Winfix/AKUD-Arnolds Sicherheit. Inför säsongen 2006 blev tysken kontrakterad av det tyska UCI ProTour-stallet T-Mobile Team/Team Columbia och tävlade med dem till slutet av säsongen 2008. Men inför säsongen 2009 blev det klart att Linus Gerdemann skulle fortsätta sin karriär i Team Milram.

## Karriär
År 2003 och 2004 vann han den totalsegern i den tyska U23-ligan (även kallad Bundesliga) för cyklister. Under 2004 vann han även de tyska nationalmästerskapen för U23-cyklister och blev bästa unga cyklist i Niedersachsen-Rundfahrt.  
2005 bar han ledartröjan i 4 Jours de Dunkerque, och slutade till slut femma totalt I tävlingen. Han slutade även trea i Bayern runt samma år, och blev där utsedd till den bästa unga cyklisten under tävlingen. 
Linus Gerdemann vann även sjunde etappen på Schweiz runt 2005.
2007 tog han en etappseger på den sjunde etappen i Tour de France 2007, den första bergsetappen. Tysken tog även över totalledningen i Tour de France efter samma etapp. Nästa dag förlorade han dock den gula ledartröjan men fortsatte under några dagar i den vita ungdomströjan.
I början av säsongen 2008 var Gerdeman på väg mot totalseger i etapploppet Tirreno-Adriatico men han råkade ut för en rejäl vurpa på tempoetappen vilket gjorde att han tvingades bryta tävlingen och missade en stor del av säsongen bland annat Tour de France och de Olympiska sommarspelen 2008. Samtidigt som de Olympiska spelen avgjordes vann Linus Gerdemann etapp 3a av det franska etapploppet Tour de l'Ain. Han slutade tvåa på etapp 3b efter tysken Tony Martin. Dagen därpå stod det klart att tysken hade tagit sin första seger sedan olyckan under Tirreno-Adriatico. Han vann tävlingen med 12 sekunders marginal framför fransmannen David Moncoutié.
Några dagar senare, den 20 augusti 2008, vann Linus Gerdemann Coppa Ugo Agostoni. Tio dagar senare vann Linus Gerdemann den första etappen av Tyskland runt med 16 sekunder före stallkamraten i Team Columbia Thomas Lövkvist och Janez Brajkovic från Astana Team. Han behöll ledartröjan från den stunden och vann tävlingen framför svensken Lövkvist.
Linus Gerdemann slutade trea på etapp 2 och 4 av International Bayern Rundfahrt under säsongen 2009. När tävlingen var över stod det klart att Linus Gerdemann segrat framför Maxime Monfort och David Lelay.

## Meriter
2004 – Winfix Arnolds Sicherheit
 Tyskland Nationsmästerskapen - linjelopp (U23)
1:a, etapp 4, Tour of Berlin (U23)
3:a, Nationsmästerskapen - tempolopp (U23)
2005 – Team CSC
1:a, etapp 7, Schweiz runt
2007 – T-Mobile
1:a, etapp 7, Tour de France 2007
 Ledartröjan (efter etapp 7)
2008 – Team High Road/Team Columbia
1:a, Tour de l'Ain
1:a, etapp 3a, Tour de l'Ain
1:a, Coppa Agostoni
1:a, Tyskland runt
1:a, etapp 1, Tyskland runt
2009 – Team Milram
3:a, etapp 2, International Bayern Rundfahrt
3:a, etapp 4, International Bayern Rundfahrt
2010 – Team Milram
1:a, Trofeo Inca
1:a, etapp 1 Tirreno-Adriatico

## Stall
- Winfix Techem-Arnolds Sicherheit 2003–2005
- Team CSC 2005
- T-Mobile Team 2006–2007
- Team Columbia 2008
- Team Milram 2009–2010
- RadioShack-Nissan-Trek 2011–